# Michail Nikititsch Wolkonski

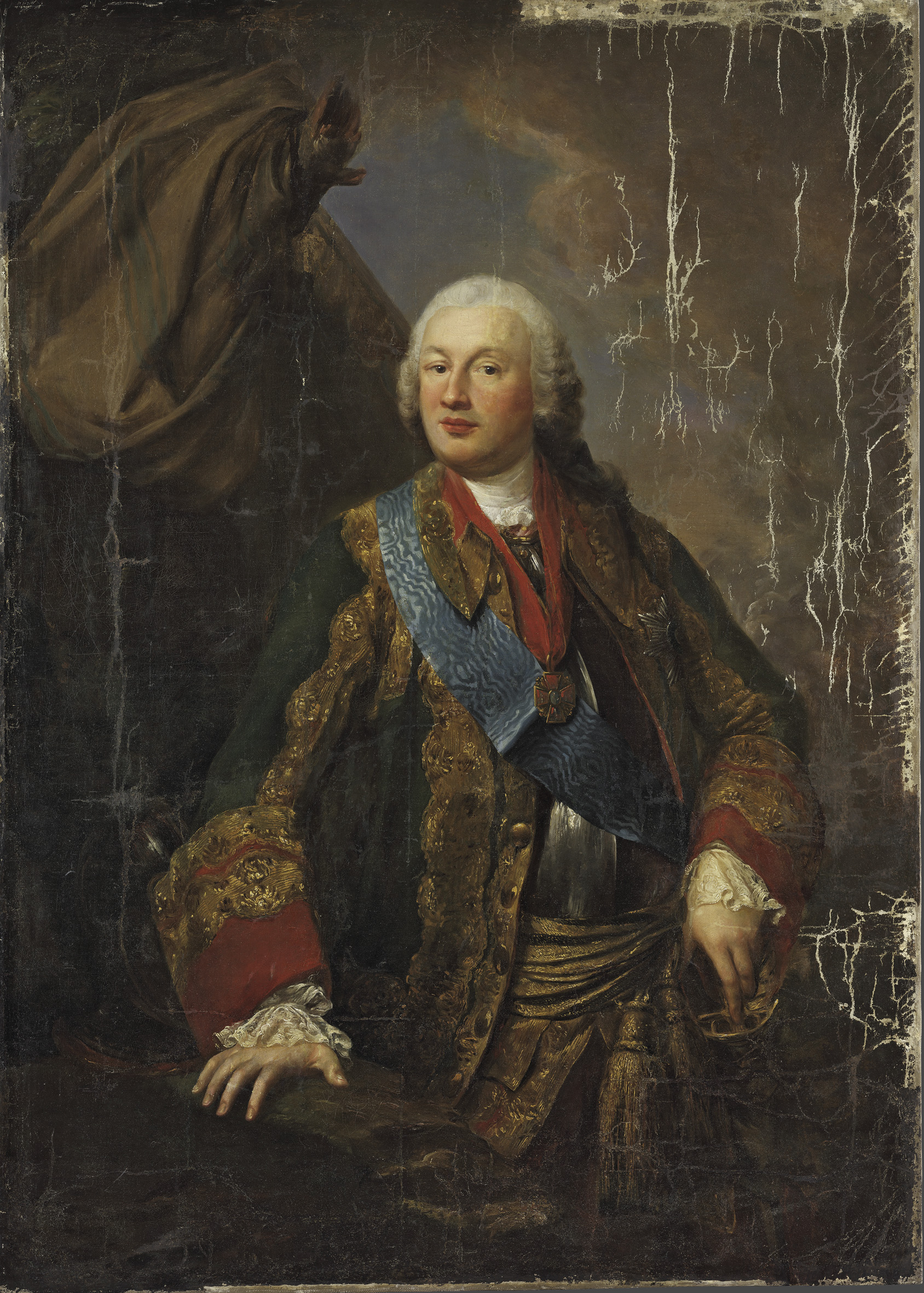
Knes Michail Nikititsch Wolkonski

Michail Nikititsch Wolkonski (russisch: Михаил Никитич Волконский, * 9. Oktober 1713 in Moskau; † 8. Dezember 1788, Grabstätte auf dem Friedhof des Pafnutiklosters in Borowsk) war General en chef in der Kaiserlich-russischen Armee und Oberbefehlshaber von Moskau. Er diente als Gesandter des Zaren und führte mehrere geheime Missionen durch.

## Leben
Wolkonski war der zweite Sohn des Offiziers und Spaßmachers der Kaiserin Anna Knes Nikita Fjodorowitsch Wolkonski und seiner Frau Agrafena Petrowna Wolkonskaja geborene Bestuschewa-Rjumina, die dann aufgrund ihrer Verwicklung in eine Hofintrige in ein Kloster gehen musste. Gemeinsam mit seinem Bruder Alexei Nikititsch (1720–1781) wuchs er bei seinem Großvater Pjotr Michailowitsch Bestuschew-Rjumin (1664–1743) im Herzogtum Kurland und Semgallen, der zu dieser Zeit russischer Gesandte in Kurland war, auf. Im Jahre 1732 wurde er in das Erste Kadettenkorps zu Sankt Petersburg aufgenommen und absolvierte eine 4-jährige Offiziersausbildung, danach wurde er in den aktiven Militärdienst überstellt. Von 1738 bis 1739 war er im Türkenkrieg eingesetzt und begleitete 1740 Graf Alexander Iwanowitsch Rumjanzew (1680–1749) zu Verhandlungen in Konstantinopel. 1736 als Leutnant aus dem Kadettenkorps entlassen, bekleidete er bereits 1749 den Rang eines Obersts und führte im Auftrag seiner Majestät Geheimaufträge in Polen durch. Während des Siebenjährigen Krieges zeichnete er sich in Paltzig und Kunersdorf durch Tapferkeit aus. Er wurde am 18. August 1759 zum Generalleutnant befördert und übernahm 1761 den Oberbefehl über alle russischen Truppen in Polen. Am 16. März 1762 wurde in Stargard ein Waffenstillstand zwischen Preußen und dem Kaiserreich Russland vereinbart, für das Kaiserreich Russland unterzeichnete General en chef Michail Nikititsch Wolkonski im Auftrag des Zaren das Waffenstillstandsabkommen. Zu diesem Anlass übersandt ihm Katharina II. ein Dankesbrief.
Nach dem Staatsstreich gegen Zar Peter III. (1728–1762) im Jahre 1762 stellte sich Wolkonski, mit dem berittenen Leibgarde-Regiment, auf die Seite Katharinas II. (1729–1796). Während der Moskauer Pestrevolte 1771 wurde Wolkonski zum Oberbefehlshaber und Gouverneur von Moskau ernannt, während des Pugatschow-Aufstandes von 1773 bis 1775 zog er zur Abwehr große Truppenkontingente nach Moskau und schlug sein Hauptquartier in der Residenz des Moskauer Gouverneurs auf. Er wurde 1774 zum Hauptermittler und Ankläger gegen Jemeljan Iwanowitsch Pugatschow (1742–1775) und den Mitputschisten. Nach dem Friede von Küçük Kaynarca und dem Kriegsende des Russisch-türkischen Krieges von 1768 bis 1774, organisierte er 1775 die Siegesfeier in Moskau.
Er erbte durch seine Mutter große Ländereien und wurde gemeinsam mit seinem Bruder Alexei russischer Großgrundbesitzer. Er nahm 1780 seinen Abschied aus der Armee und zog sich auf seine Ländereien zurück. Als er am 8. Dezember 1788 starb, wurde er auf dem Friedhof des Pafnutiklosters in Borowsk, in der Familiengruft seiner Großeltern, beigesetzt.

## Auszeichnungen
- Russischer Orden des Heiligen Andreas des Erstberufenen
- Russischer Alexander-Newski-Orden
- Polnischer Orden des Weißen Adlers

## Herkunft und Familie

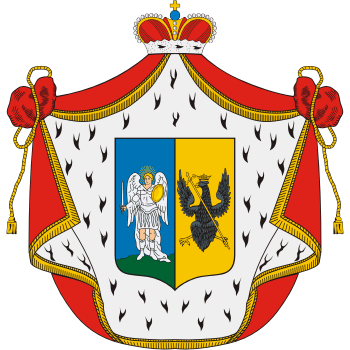
Wappen der Fürsten Wolkonski

Fürst M.N. Wolkonski stammte aus dem altehrwürdigen russischen Rurikidengeschlecht Wolkonski, sein Bruder war der russische Generalmajor Alexei Nikititsch Wolkonski (1720–1781). Sein Vater war der ehemalige Hofnarr der Kaiserin Katharina II. und spätere russische Kapitän Nikita Fedorowitsch Wolkonski († 1740). Im Januar 1745 heiratete Michail Elizabeth Alekseevna Makarova (1725–1782), ihre Nachkommen waren: Alexander (1745–1748); Alexei (*/† 1748); Anna (1749–1824) Hofdame; Peter (1751–1754); Maria (1752–1765); Leo (1754–1792) Kammerherr; Paul (1763–1808) Kammerherr. Da seine Söhne kinderlos blieben, ging das Erbe an seine Tochter Anna.
Michail Wolkonski war der Erbe seines kinderlosen Onkels Michail Petrowitsch Bestuschew-Rjumin gewesen.